# U-Bahn-Station Kettenbrückengasse
Kettenbrückengasse is een metrostation in het district Margareten van de Oostenrijkse hoofdstad Wenen. Het station werd geopend op 30 juni 1899 en wordt bediend door lijn U4

## Stadtbahn
In de tweede helft van de 19e eeuw groeide de Weense bevolking fors en werden meerdere kopstations van verschillende spoorwegmaatschappijen geopend. Om het vervoer tussen de buitenwijken en de binnenstad te verbeteren en de kopstations onderling te verbinden werd in 1892 besloten tot de aanleg van de Stadtbahn met vier lijnen waaronder de Wientallinie. Deze 11 km lange lijn werd tegelijk met de kanalisering van de Wien aangelegd en kreeg ook een station bij de Kettingbrug die tussen 1826 en 1830 ongeveer 800 meter stroomopwaarts van de Kärntnerstrasse over de Wien was gebouwd.
Het station werd ontworpen door Otto Wagner in opdracht van de Commission für Verkehrsanlagen in Wien. In de ontwerpfase werden de namen Kettenbrücke en Rudolfsbrücke overwogen, maar uiteindelijk werd de naam Kettenbrückengasse gekozen. In november 1896 werd het station opgeleverd, de afwerking van de lijn duurde nog twee en een half jaar en het station werd tegelijk met het deeltraject Meidling Hauptstraße – Hauptzollamt geopend.
In december 1918, in de nasleep van de Eerste Wereldoorlog, werd de lijn gesloten als gevolg van kolenschaarste. De Stadtbahn werd tussen juni en oktober 1925 geëlektrificeerd. Op 20 oktober 1925 werden de diensten op de Stadtbahnlijnen DG, GD en WD hervat met elektrische sneltrams.

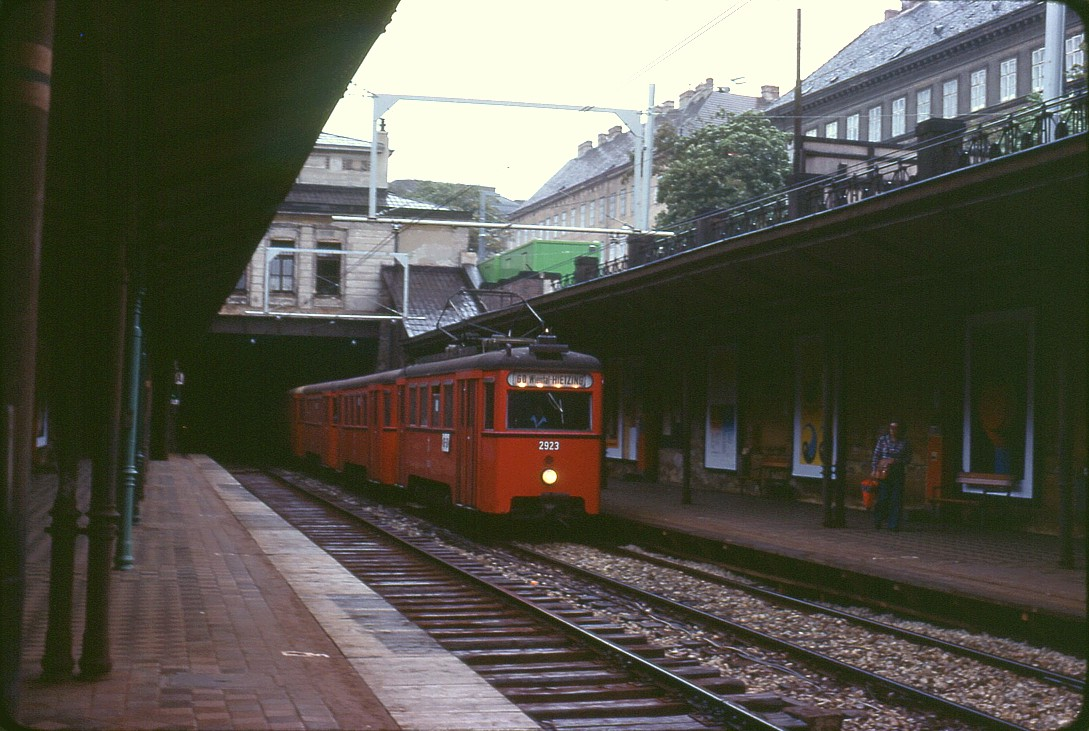
Het station in 1977 met een sneltram type N1/N2 uit 1954.
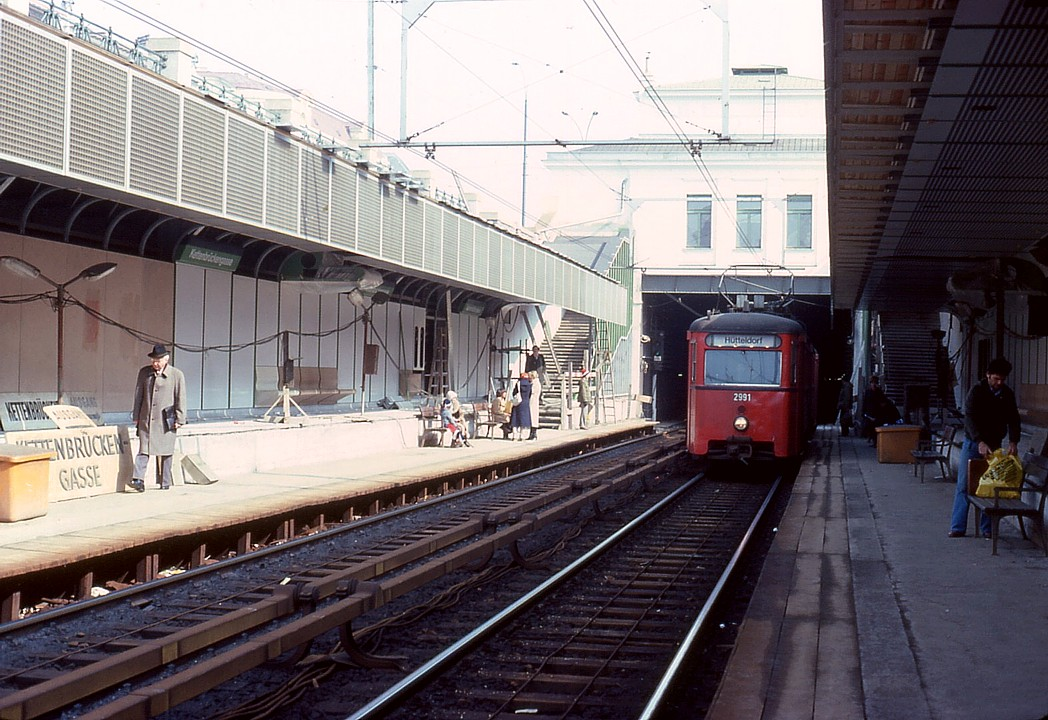
Het station tijdens de ombouw op 11 maart 1980.

## Metro
Op 26 januari 1968 werd besloten om een metronet aan te leggen waarbij de Wientallinie en de Donaukanallinie zouden worden omgebouwd tot lijn U4. De ombouw tot metro vond plaats tussen 1976 en 1981. Hierbij werd van noord naar zuid gewerkt zodat Kettenbrückegasse pas op 26 oktober 1980 onderdeel werd van het metronet.
De ombouw tot metro betekende dat werd omgeschakeld voor links- naar rechtsrijdend verkeer en de vervanging van de bovenleiding door een derde rail voor de stroomvoorziening. Daarnaast moesten de sporen verder uitelkaar gelegd worden in verband met het profiel van een metrostel en voor een instap op perronhoogte moesten de perrons 40 cm worden verhoogd. Van het station van Otto Wagner is alleen het stationsgebouw aan de stadszijde, dat op de monumentenlijst staat, behouden, de perrons zijn geheel omgebouwd met beplating in de standaard vormgeving van de metro uit begin jaren 70 en het westelijke toegangsgebouw is opgetrokken uit staal en glas.

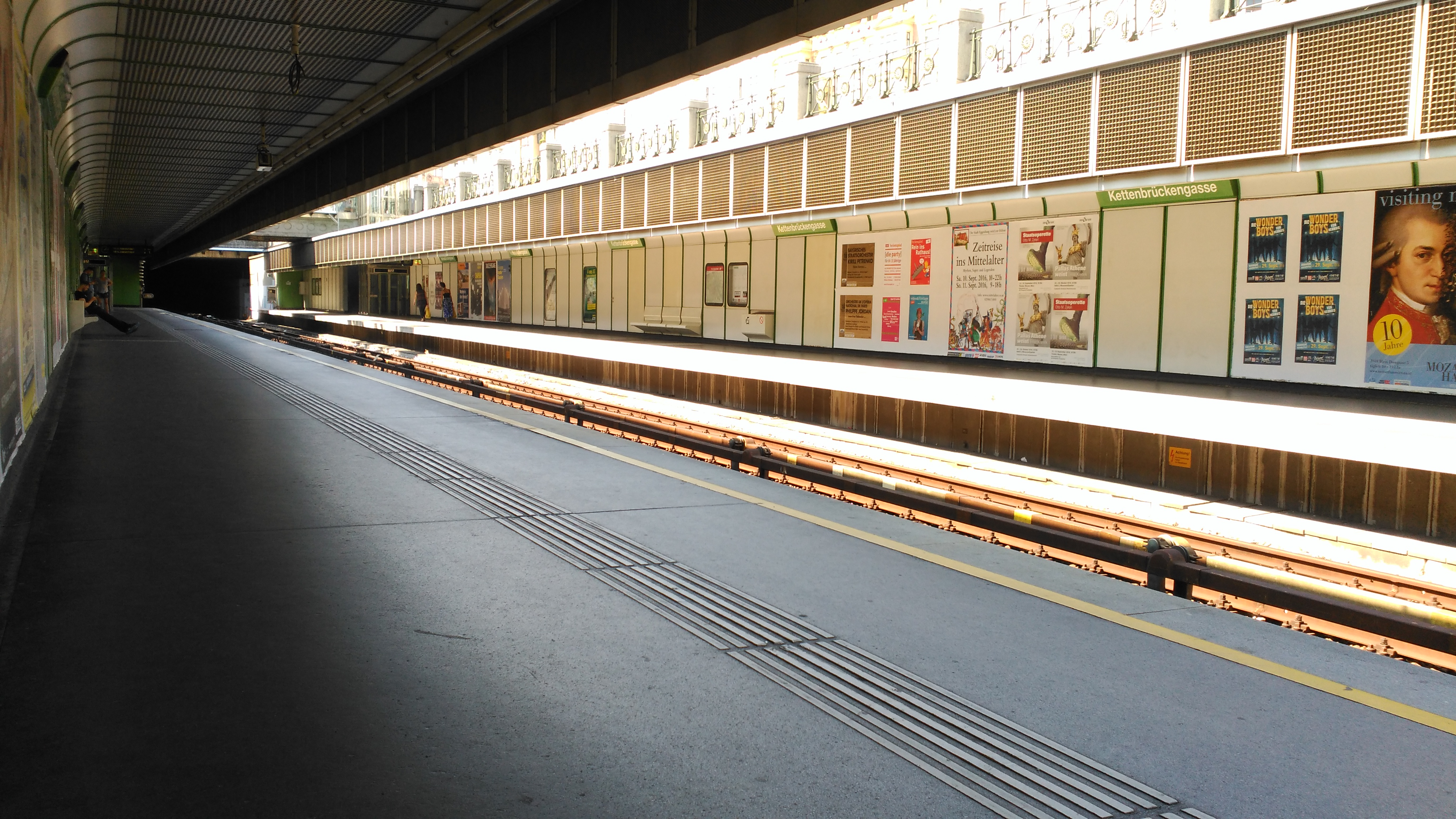
De perrons na de ombouw tot metro.
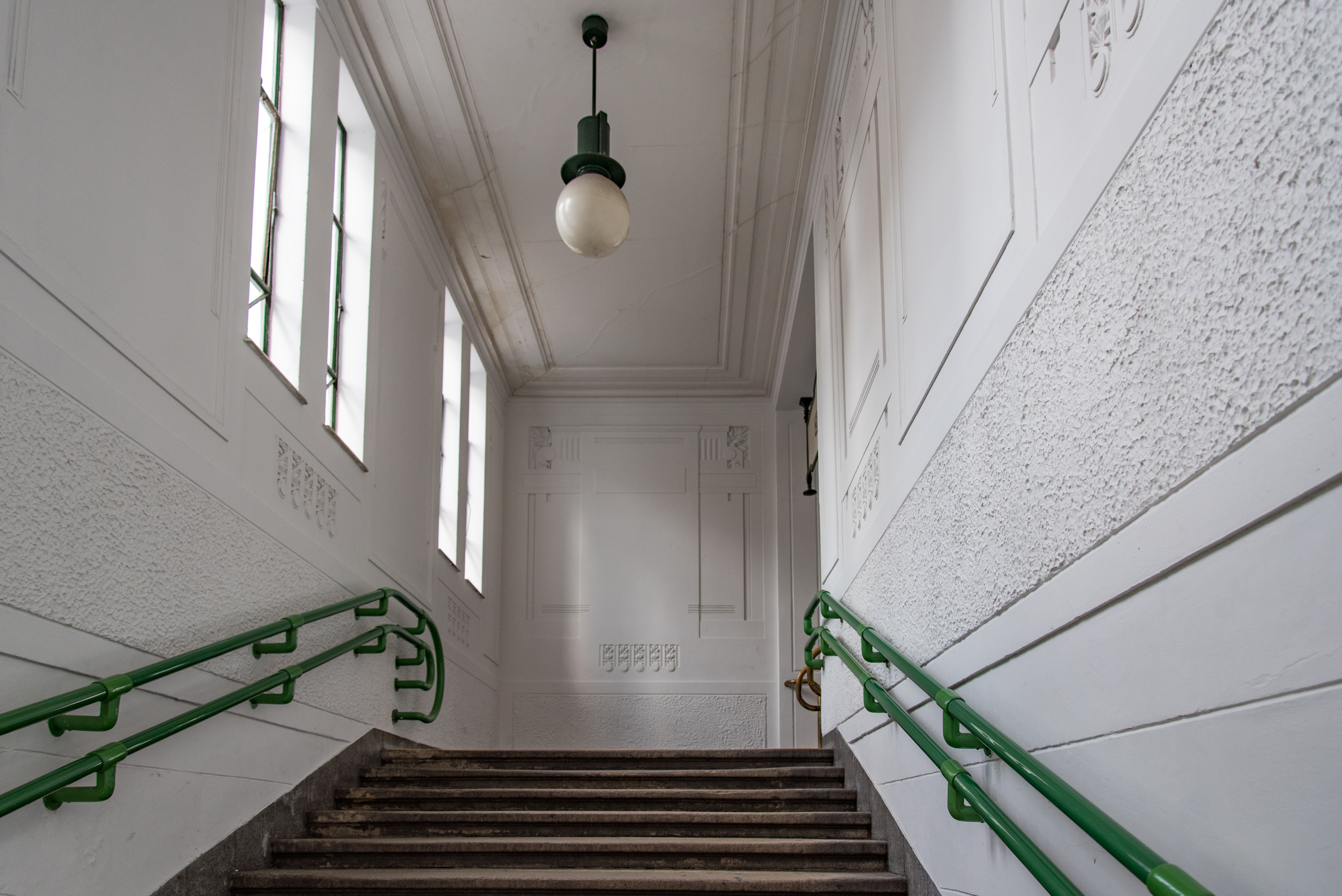
Een van de trappen van Otto Wagner.
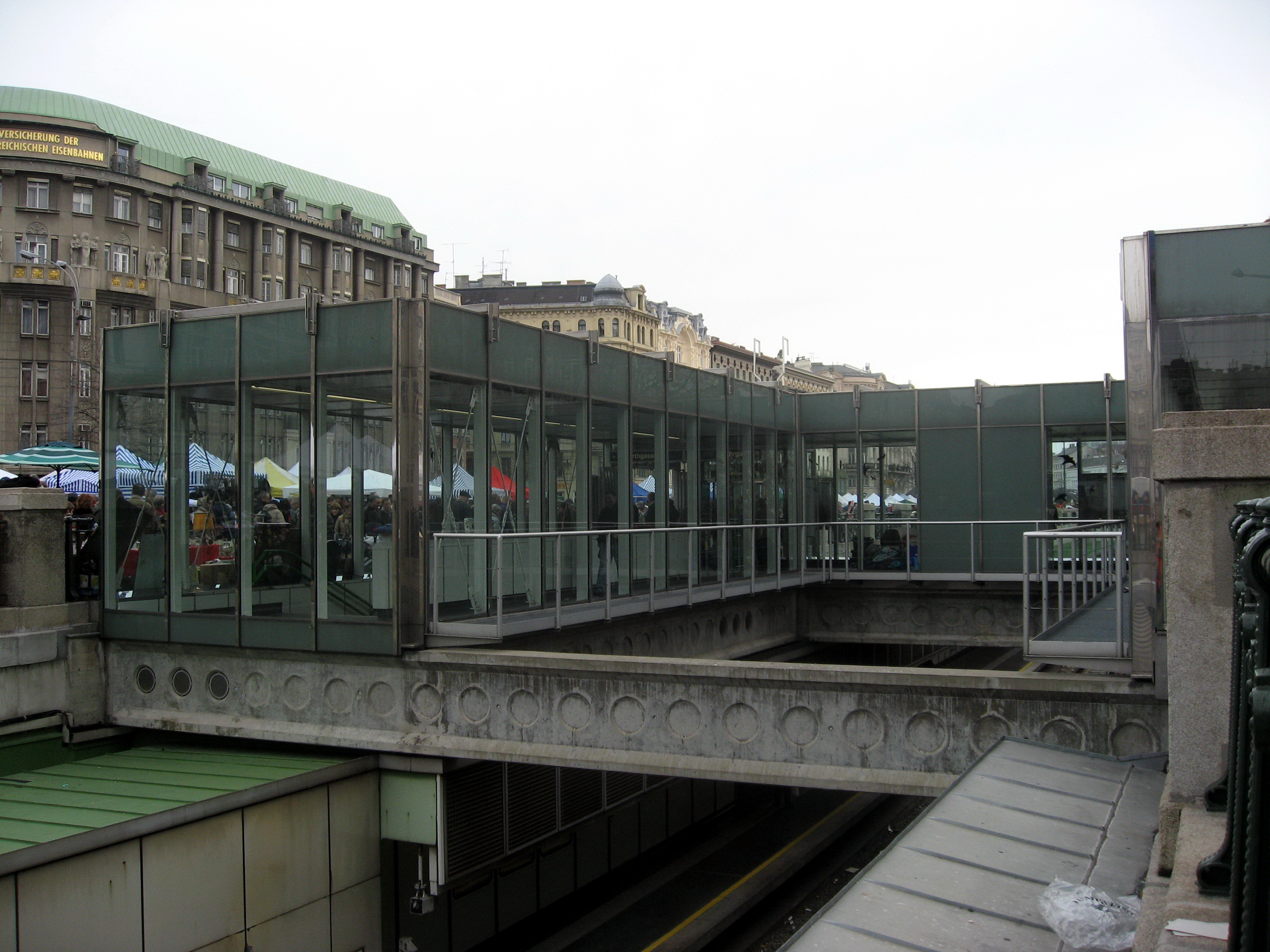
De westelijke toegang.